# Delovna zavzetost
Delovna zavzetost je stanje, v katerem zaposleni doživlja občutja učinkovitosti, energičnosti in povezanost s svojimi delom, hkrati pa se čuti sposobnega, da uspešno opravlja delovne zahteve. Pozitiven vpliv se odraža v boljšem opravljanju dela, v manjšem absentizmu na delovnem mestu, v večjem vlaganju truda na različna področja dela in v večjem zadovoljstvu pri samem delu, kar pa za organizacijo pomeni pomembno prednost . Konceptu raziskovalci namenjajo pozornost šele v zadnjem desetletju in sicer v okviru t. i. pozitivne organizacijske psihologije, ki se namesto na bolezni in motnje, osredotoča na optimalno funkcioniranje in psihološke kapacitete zaposlenega, ki jih lahko razvijamo in upravljamo za izboljšanje učinkovitosti na delovnem mestu . 

## Opredelitev delovne zavzetosti
Koncept opredeljujeta dva različna, a delno povezana koncepta. 
Maslach in Leiter (1997)  delovno zavzetost definirata kot nasprotni pol izgorelosti. Koncept opredeljujejo dimenzije energija, vpetost in profesionalna učinkovitost, v primeru izgorevanja pa se energija obrne v izčrpanost, vpetost v cinizem in učinkovitost v neučinkovitost. Maslach in Leiter sta leta 1996 razvila merski pripomoček Maslach Burnout Inventory  , ki je namenjen merjenju izgorevanja, skladno s teorijo pa ga lahko uporabljamo tudi za merjenje delovne zavzetosti. 
Drug pogled avtorjev Schaufeli, Salanova, Gonzalez-Roma in Bakker, delovno zavzetost opredeljuje kot samostojen konstrukt, ki ni negativno povezan z izgorevanjem . Delovno zavzetost definirajo kot pozitivno, izpopolnjujoče, z delom povezano stanje, ki ga opisuje vitalnost, predanost in vpetost. Vitalnost opredeljuje visoka raven energičnosti in mentalne stimulacije med delom, delovnim nalogam zaposleni lahko in radi posvečajo svoj čas in trud, vztrajajo pa tudi v primeru težav. Predanost se nanaša na doživljanje dela kot izziv, pomembnost in smiselnost. Vpetost pa se nanaša na doživljanje dela, kot nekaj, čemur zaposleni posvečajo veliko pozornosti in osredotočenosti, čas pa jim pri tem mineva zelo hitro .

## Predhodniki
Predhodnike delovne zavzetosti lahko v grobem razdelimo v dva glavna sklopa: situacijski in individualni dejavniki . 

### Situacijski dejavniki
Kot najbolj pomembni situacijski prediktor delovne zavzetosti so se pokazali delovni viri  . Delovni viri so tisti fizični, socialni ali organizacijski vidiki dela, ki zmanjšujejo delovno obremenitev, pripomorejo k doseganju ciljev ali pozitivno spodbujajo osebnostno rast. Delovni viri so lahko socialna opora sodelavcev, raznolikost delovne naloge, supervizija, mentorstvo in povratna informacija o lastnem delu  . Delovni viri so lahko notranji motivatorji, saj spodbujajo rast, učenje in razvoj zaposlenega, lahko pa predstavljajo zunanje motivatorje, saj delovno okolje, ki ponuja veliko virov, spodbuja zaposlene, da se potrudijo in dosežejo zastavljene cilje, kar pa poveča verjetnost, da so ti res doseženi . Pozitivno povezanost delovne zavzetosti in delovnih virov dokazuje tudi metaanaliza avtorja Christiana in sodelavcev iz leta 2011  , ki je hkrati pokazala, da so bili najmočnejši prediktorji delovne zavzetosti raznolikost delovnih nalog, pomembnost delovne naloge, avtonomija, povratna informacija, socialna opora sodelavcev in kvaliteten odnos s supervizorjem. Pri tem so se delovni viri močneje povezovali z delovno zavzetostjo kot delovne zahteve (fizične zahteve, delovni pogoji in delovna kompleksnost). Vpliv delovnih virov pa se kaže predvsem takrat, ko so zaposleni soočeni z visokimi delovnimi zahtevami, kar pomeni, da so zaposleni motivirani za pridobivanje novega znanja in razvijanja svojih sposobnosti  .

### Individualni dejavniki
Številne študije (npr. Albrecht, 2010; Macey in Schneider, 2008)  dokazujejo, da tudi osebnost  igra pomembno vlogo v izraznosti delovne zavzetosti, saj posamezniki s specifičnimi osebnostnimi lastnostmi lahko bolje mobilizirajo svoje delovne vire. Mäkikangas s sodelavci  je v pregledu literature, ki obravnava povezavo med individualnimi dejavniki in delovno zavzetostjo pokazal, da se izmed Velikih pet osebnostnih faktorjev  z višjo delovno zavzetostjo dosledno povezujejo emocionalna stabilnost, ekstravertnost in vestnost. Zaposleni se je  tako na spremenjene delovne zahteve in novo delovno okolje sposoben primerno in hitro prilagoditi, pri tem pa z lahkoto menja delovne aktivnosti. Hkrati so visoko zavzeti delavci v manjši meri nagnjeni k doživljanju negativnih čustev kot so strah, depresija ali frustracija. Kaže se celo nasprotno-visoko zavzeti delavci so nagnjeni k energičnosti, družabnosti in pozitivnemu čustvovanju.
Številne študije so potrdile tudi pozitivno povezanost delovne zavzetosti s specifičnimi osebnostnimi faktorji kot so samoučinkovitost, optimizem in samospoštovanje . Posamezniki z visoko samoučinkovitostjo, optimizmom in organizacijsko pogojeno samopodobo so nagnjeni k dojemanju okolja kot nenevarnega-pričakujejo, da bodo delovne naloge uspešno opravili, neuspehe dojemajo kot normalen del življenja in ne kot indikatorje njihovega pomanjkanja vrednosti, hkrati pa verjamejo, da lahko svoje potrebe zadovoljijo z delovnimi vlogami, ki jih imajo v organizaciji  . Iz tega lahko sklepamo, da inidivualne razlike določajo ali bodo objektivne delovne situacije vplivale na delovno zadovoljstvo. Christian s sodelavci  opozarja tudi na vlogo proaktivnosti, ki se nanaša na dispozicijsko nagnjenje k proaktivnemu vedenju v različnih situacijah. Takšni posamezniki bodo namerno spreminjali svoje okoliščine, vključno s fizičnim okoljem. Prepoznali bodo priložnosti, začeli delovati, pri tem pa vztrajali dokler ne  bodo dosegli smiselne spremembe. Na delovnem mestu se proaktivnost kaže predvsem kot delovna ustvarjalnost, ki je povezana z višjim delovnim zadovoljstvom  . Takšni zaposleni bodo povečali svoje delovne vire (vprašali bodo po povratni informaciji, poiskali socialno oporo, iskali in izkoristili priložnosti za razvoj) in delovne izzive (iskali bodo nove delovne naloge, delali na različnih projektih ipd.) in tako zvišali lastno delovno zavzetost.  Iz navedenega lahko zaključimo, da posameznikovi viri zaposlenim pomagajo uspešno nadzorovati in vplivati na njihovo delovno okolje.

## JD-R model
Dokaze, ki se nanašajo na predhodnike in posledice delovne zavzetosti so avtorji Bakker, Demerouti, De Boer in Schaufeli  zajeli v  JD-R model (angl. Job Demand-Resources), ki temelji na predpostavki, da na vsako delovno mesto delujejo določeni faktorji tveganja, ki jih lahko klasificiramo v delovne vire in delovne zahteve. Predpostavljajo, da delovni viri  začnejo motivacijski proces, kar vodi v delovno zavzetost in posledično v višjo delovno uspešnost. Delovni viri pa imajo večjo moč  ob soočanju z visokimi delovnimi zahtevami. Delovni viri in posameznikovi viri so vzajemno povezani, a hkrati neodvisni prediktorji delovne zavzetosti. Delavci, ki so uspešnejši, so bolj sposobni ustvarjati svoje vire, ki spet spodbudijo zavzetost .

## Zakaj je delovna zavzetost pomembna?
Sodobne organizacije, ki želijo biti konkurenčne ostalim in uspešne, morajo zaposliti najbolj talentirane delavce, hkrati pa tudi navdušiti in omogočiti zaposlenim, da lahko na delu v polnost razvijejo svoje kapacitete. Zato potrebujejo delavce, ki so psihološko povezani s svojim delom in ki si želijo in zmorejo energijo v celoti vlagati v svoje delovne vloge, hkrati pa so proaktivni in zavezani k visokim kakovostnim standardom dela. Sodobne organizacije tako potrebujejo zavzete delavce . 
Do sedaj je bilo izvedenih le malo  študij, ki so raziskovale povezanost delovne zavzetosti z učinki v organizaciji, kljub temu pa so vse dokaj enoznačne, saj potrjujejo pozitivno povezanost delovne zavzetosti z delovno uspešnostjo, z zadovoljstvom strank ter s finančnimi prilivi .
Bakker  predpostavlja štiri razloge, ki bi lahko pojasnili, zakaj so delovno zavzeti posamezniki pri delu bolj uspešni in produktivni. 
- Pogosteje doživljajo pozitivne emocije, ki jim pomagajo iskati nove ideje in graditi delovne vire.
- So bolj fizično zdravi, zato lahko vso energijo namenijo delu.
- Pogosto iščejo povratne informacije in oporo z namenom, da ustvarijo svoje lastne vire.
- Sposobni so svoje zadovoljstvo prenašati na sodelavce, kar povečuje skupinsko učinkovitost.

Zavzeti delavci pogosteje doživljajo pozitivne emocije   kot je sreča, veselje in navdušenost, kar je lahko razlog za njihovo večjo produktivnost. Veseli ljudje so bolj občutljivi za priložnosti na delu, so bolj optimistični, samozavestni ter pripravljeni pomagati   . V skladu s teorijo razširitve in izgradnje (angl. broaden-and-built theory)  pozitivne emocije kot so veselje in zadovoljstvo, razširijo posameznikov trenuten nabor misli in akcij, ki se jih posameznik spomni, hkrati pa pomagajo graditi njegove personalne vire (ti segajo od fizičnih, intelektualnih do socialnih in psiholoških virov). Teorijo so potrdile tudi raziskave drugih avtorjev , ki kažejo, da pozitivne emocije ustvarijo širše in bolj fleksibilne kognitivne organizacije, hkrati pa tudi boljšo sposobnost integracije raznovrstnih informacij. Tako nas na primer veselje spodbudi, da smo bolj igrivi in kreativni, druge pozitivne emocije, pa spodbujajo željo po raziskovanju, asmimilaciji novih informacij in izkušenj ter osebnostno rast  . Delovno zavzeti posamezniki tudi lažje naredijo preskok iz misli v dejanja   , so bolj odprti za nove izkušnje, kar se kaže v aktivnem raziskovanju okolja in večji delovni ustvarjalnosti  . Pozitivne emocije so prav tako gonilo socialnih stikov, saj zaposlenega spodbudijo, da se približa ljudem  . Christian idr.   podobno predpostavljajo, da zavzeti delavci  lažje vzpostavljajo tudi socialne interakcije v organizaciji, ker so sposobni sprostiti delovne vire, tako da učinkovito opravijo delovno nalogo, hkrati pa nadaljujejo z delovno aktivnostjo, četudi ta ni del obveznih delovnih nalog. Bolj specifično so avtorji ugotovili, da delovna zavzetost napoveduje tako učinkovitost v osnovnih delovnih nalogah, kot tudi učinkovitost v dodatnih delovnih vlogah, torej v dejavnostih, ki presegajo njihovo osnovno delovno odgovornost, s čimer koristijo celotni delovni organizaciji.
Delovna zavzetost je prav tako pomemben napovednik zadovoljstva strank in uspešnosti organizacije.  Xanthopoulou idr.   so ugotovili pozitivno povezanost med dnevno delovno zavzetostjo zaposlenih in dnevnim finančnim prilivom v organizacijo. Hkrati je metaanalita Harterja in sodelavcev iz leta 2002   pokazala, da se višja delovna zavzetost povezuje z višjo profitabilnostjo in zadovoljstvom strank. V skladu z raziskavami, ki enoznačno kažejo na pozitivne učinke delovne zavzetosti za organizacijo, je tako smiselno, da organizacija spodbuja delovno zavztost zaposlenih.

## Merjenje in merski inštrumenti
Za merjenje konstrukta delovne zavzetosti so raziskovalci razvili več merskih pripomočkov, vendar z različnim teoretičnim ozadjem, zato je pri izbiri vprašalnika nujno, da dobro poznamo teoretično osnovo.
V tujini se najpogosteje uporablja UWES-17 (daljša verzij), saj ta izhaja iz teoretične opredelitve delovne zavzetosti kot pozitivnega konstrukta, ki je neodvisna dimenzija, ločena od delovne izgorelosti, kar so potrdile tudi študije . Za vprašalnik obstajajo norme za tuja okolja. V široki uporabi je tudi krajša verzija vprašalnika UWES-9, ki meri enoten konstrukt delovne zavzetosti. Vprašalnik je zelo zanesljiv, kar kaže na ekonomičnost in s tem predstavlja pomembno prednost .
Vprašalnika OLBI in MBI pa temeljita na teoriji, ki predpostavlja delovno zavzetost kot negativni pol izgorelosti, konstrukta pa sta na enotni dimenziji, kar pomeni da lahko tako zavzetost kot izgorelost merimo z enotnim vprašalnikom. Glavna razlika med vprašalnikoma je ta, da OLBI vsebuje tako negativno kot pozitivno obrnjene postavke ter je oblikovan za angleško populacijo, MBI pa zajema le negativno formulirane postavke in je bil razvit v germanskem okolju. OLBI vsebujejo postavke, ki so prav tako primerne za delavce iz nižjih hierarhičnih nivojev organizacije, saj zajema tudi fizične vidike utrujenosti oziroma izgorelosti, ki jih MBI izpušča, kar omogoča večjo uporabnost. Različne novejše raziskave kažejo, da pri izgorelosti in delovni zavzetosti ne gre za enoten koncept, torej mora tudi merjenje potekati z različnimi pripomočki  . Zato mora biti uporaba teh dveh vprašalnikov z namenom meriti delovno zavzetost rezultat temeljitega premisleka in argumentov, ki govorijo v prid tovrstnih izidov.
Nobeden od naštetih vprašalnikov nima uradnega prevoda v slovenščino, kar pomembno omejuje uporabnost teh instrumentov v Sloveniji. Primerjanje dobljenega rezultata z normami tujih držav omogoča le približen okvir za nadaljnjo interpretacijo rezultatov. Relevantne študije kažejo na visoke mere zanesljivosti in veljavnosti teh instrumentov, vendar bi bilo potrebno to preveriti na slovenskem vzorcu s prirejenimi pripomočki, saj bi lahko le tako pridobili uporabno vrednost.

## Intervence
Visoko motivirani in podjetju pripadni delavci so vsekakor velika prednost organizacije, zato je doseganje čim višje stopnje delovne zavzetosti močan interes delodajalcev. Raziskave   kažejo, da so najbolj učinkovite intervence tiste, ki kombinirajo specifične ukrepe tako na organizacijskem kot tudi na individualnem nivoju. 

### Intervence na organizacijskem nivoju
Te intervence se osredotočajo na skupine zaposlenih z vidika delovnih zahtev ter delovnih virov, zajemajo pa reorganizacijo dela in različne treninge. Pomembno je, da zaposleni vedno aktivno sodelujejo v procesu spreminjanja organizacije .
- Optimizacija delovnih zahtev: pomembno je, da preučimo možne načine za zmanjšanje zavirajočih delovnih zahtev kot so nejasnost vlog, negotovost dela in konflikti. Le-te zaposleni doživljajo kot stresne in nepotrebne, ki hkrati onemogočajo osebnostno rast in doseganje ciljev  [1]. Nasprotno spodbudne delovne zahteve, kot so optimalen delovni pritisk in kompleksnost delovne naloge, zaposleni doživljajo kot izziv, ki ga morajo premagati, z delovno zavzetostjo pa se povezujejo pozitivno  [1]. Možne intervence za zmanjšanje zavirajočih delovnih zahtev so izvajanje kar se da pravičnih postopkov ter učenje zaposlenih, kako lahko uspešno  usklajujejo spodbudne delovne zahteve in zadostne delovne vire.

- Povečanje delovnih virov: delovni viri kot so socialna opora, povratna informacija o učinkovitosti dela se lahko optimizirajo z reorganizacijo delovnega okolja ali s treningom zaposlenih. Bakker in sodelavci  [1] kot primer reorganizacije navaja oblikovanje delovnega okolja, v katerem se bodo zaposelni redno medsebojno družili, kar jim bo omogočilo izmenjavo informacij, s tem pa bodo dobili tudi povratno informacijo o lastnem delu. S treningi pa lahko zaposlene naučimo, kako lahko sami pridobijo povratno informacijo iz lastnega dela, vodilne pa, kako le-to na ustrezen način predajati zaposlenim.

- Spodbujanje posameznikovih virov: če se izkaže, da ima veliko zaposelnih na tem področju primanjkljaj, je smiselno, da se organizirajo usposabljanja na delovnem mestu, kjer se bodo posamezniki naučili, kako lahko razvijejo svoje osebni vire v dnevni delovni rutini. Hkrati pridobijo tudi nove kompetence, ki jim pomagajo, da se bolje soočajo z dnevnimi delovnimi zahtevami  [1].

### Intervence na individualnem nivoju
Na tem nivoju se organizacije osredotočijo na probleme ter specifične potrebe, ki jih lahko imajo zaposleni. Posameznik lahko delo doživlja kot obremenilno zaradi specifičnih življenjskih okoliščin ali pomanjkanja delovnih ter personalnih virov zaradi sprememb v organizaciji ali v osebnem življenju. Organizacija lahko uporabi internetno verzijo JD-R vprašalnika, ki zaposlenemu poda celostno povratno informacijo z namenom informiranja zaposlenega o njegovih najbolj pomembnih delovnih zahtevah in virih   . Ta informacija lahko predstavlja osnovo za individualne spremembe, ki jih vodi osebni trener. Bakker in sodelavci   navajajo še druge možne intervence, ki so lahko:
- Trening delovne ustvarjalnosti, preko katerega se zaposleni naučijo kako proaktivno spremeniti delovno okolje.
- Trening opolnomočenja, preko katerega se posameznik nauči, kako si postaviti osebne cilje, pri tem pa uporabiti personalne in delovne vire na nove načine.
- Trening okrevanja, preko katerega se posameznik nauči, katere aktivnosti mu najbolj pomagajo, da si opomore od naporov povezanih z delom. Treningi lahko vsebujejo tudi poučevanje sprostitvenih tehnik.

## Delovna zavzetost kot stanje
Delovno zavzetost običajno definiramo kot potezo, torej kot stalna lastnost oseb, nedavne raziskave pa kažejo, da lahko koncept opredeljujemo tudi kot stanje. Pri slednjem pristopu raziskovalci poskušajo odgovoriti, zakaj se posameznik čuti bolj delovno zavzeto ob specifičnem dnevu in ne ob drugih in zakaj so delovno zavzeti posamezniki včasih povprečno ali celo podpovprečno učinkoviti.  S takšnim pristopom raziskovanja lahko bolj natančno določimo situacijske dejavnike, ki vplivajo na delovno zavzetost . 
Delovni pogoji se spreminjajo iz dneva v dan in tako determinirajo posameznikovo dnevno razpoloženje in čustva  . Skladno s tem raziskovalci, ki preučujejo dnevno delovno zavzetost, predpostavljajo, da se tudi nivo vitalnosti, predanosti in vpetosti spreminja glede na zunanje dejavnike v delovnem okolju, kar se odraža v posameznikovi delovni učinkovitosti  .
Raziskave dnevniških zapisov, katerih pomembna prednost predstavlja manjša napaka retrospektivnega priklica, so pokazale, da delovna zavzetost bistveno niha znotraj osebe, s čimer so potrdili, da lahko delovno zavzetost definiramo tudi kot stanje  . Takšna orpedelitev se pojavlja šele v zadnjih letih, zato je koncept potrebno še raziskati.
Sonnentag    trdi, da je preučevanje dnevnega nihanja delovne zavzetosti prav tako preveč grobo. Predpostavlja, da delovna zavzetost niha iz ure v uro, pri čemer je pomembna determinanta vrsta delovne naloge. Trenutno doživljanje zavzetosti lahko preučujemo z metodo ESM (angl. experience sampling method; ESM; Dimotakis in Iles, 2013)  . Udeleženci morajo večkrat dnevno izpolniti vprašalnike, rezulati katerih omogočijo ugotavljanje trenutne delovne zavzetosti, ki se spreminja kot odziv na nalogo ali osebo, s katero zaposleni trenutno dela.

## Nadaljnje delo
Glede koncepta ostaja še nekaj neodgovorjenih vprašanj, zato je dobro, da raziskovalci področju namenijo več pozornosti tudi v prihodnje.  Bakker in sodelavci   predlagajo nekaj še neraziskanih vprašanj: 
- Dnevno nihanje delovne zavzetosti: Kateri so situacijski dejavniki specifičnega dne, ki povečajo delovno zavzetost?
- Trenutna delovna zavzetost: Je res, da delovna zavzetost niha v odvisnosti od trenutne delovne naloge ter osebe, s katero zaposleni dela?
- Delovna zavzetost ter delovna ustvarjalnost: So bolj zavzeti delavci bolj nagnjeni k ustvarjalnosti na delovnem mestu?